# This Is Why
This Is Why —en español: «Esta es la razón»— es el sexto álbum de estudio de la banda estadounidense Paramore, que se lanzó el 10 de febrero de 2023 a través de Atlantic Records. Es el primer álbum de la banda en casi seis años, después de After Laughter (2017), así como su primer álbum que presenta la misma formación que su predecesor. El sencillo principal del álbum, "This Is Why", se lanzó junto con el anuncio del álbum el 28 de septiembre de 2022. Este es el último álbum de estudio de la banda bajo Atlantic Records. El álbum cuenta con cuatro sencillos: "This Is Why", "The News", "C'est Comme Ça" y "Running Out of Time".
This Is Why recibió elogios de la crítica y debutó en el número dos del Billboard 200 con 64.000 unidades equivalentes a álbumes en su primera semana, 47.000 de las cuales fueron ventas puras de álbumes. El 6 de octubre de 2023 se lanzó un álbum de remezclas, Re: This Is Why, que incluye versiones remezcladas, reelaboradas y reescritas de canciones con diferentes artistas.
El 10 de noviembre de 2023 se dio a conocer que "This is why" obtuvo nominaciones en las categorías "Mejor Álbum de Rock" y "Mejor Interpretación de Música Alternativa" para la edición 2024 de los Grammy Awards. 
El 4 de febrero de 2024, la banda ganó dos premios Grammys en sus categorías nominadas, obteniendo el premio al "Mejor Álbum de Rock" y la canción "This is why", como "Mejor Interpretación de Música Alternativa".

## Antecedentes y grabación
En mayo de 2017, Paramore lanzó su quinto álbum de estudio After Laughter con gran éxito de crítica. El álbum vio el regreso del ex baterista Zac Farro, quien había dejado la banda en 2010. La banda estuvo de gira en apoyo del álbum desde junio de 2017 hasta septiembre de 2018. Luego de la conclusión de After Laughter Tour, los miembros de Paramore se tomaron un descanso. de escribir y grabar música para la banda y trabajó en otros proyectos. Hayley Williams apareció en la canción de American Football "Uncomfortably Numb" en 2019 y lanzó dos álbumes en solitario, Petals for Armor (2020) y Flowers for Vases / Descansos (2021); el primero producido por el guitarrista de Paramore Taylor York. También centró su atención más en su compañía de tintes para el cabello Good Dye Young y presentó la serie semanal de BBC Sounds Everything Is Emo. Farro continuó con su proyecto en curso HalfNoise, lanzando una obra extendida, Flowerss (2018), y dos álbumes, Natural Disguise (2019) y Motif (2021). Farro también grabó la batería para las canciones "Watch Me While I Bloom" y "Crystal Clear" de Petals for Armor de Williams y lanzó un EP con su propio nombre titulado Zafari (2020).
La discusión sobre un sexto álbum de Paramore comenzó en 2020 mientras Williams promocionaba Petals for Armor. Williams insinuó que el próximo álbum de la banda estaría más impulsado por la guitarra y dijo: "Nos hemos encontrado escuchando mucha música antigua en la que crecimos inspirándonos". Comentó además sobre el sonido del álbum en 2022, comparándolo con Bloc Party: “Desde el primer día, Bloc Party fue la referencia número uno porque había tanta urgencia en su sonido que era diferente al fast punk o al pop punk. o similares, un fuerte muro de sonido de bandas emo que estaban sucediendo a principios de la década de 2000”. En enero de 2022, la banda confirmó que habían ingresado al trabajo de estudio en su sexto álbum.

## Lanzamiento y promoción
En septiembre de 2022, Paramore archivó todas las publicaciones en su página oficial de Instagram y presentó un nuevo diseño para el sitio web. El sitio presentaba una línea de tiempo de varias fechas a lo largo del mes que se actualizaría cada fecha. Estas fechas vieron el lanzamiento del servidor Discord oficial de la banda, el anuncio de nuevas fechas de gira en Los Ángeles y la ciudad de Nueva York, y fragmentos de video de la banda trabajando en nuevo material. El 16 de septiembre, la banda anunció su primer sencillo nuevo en cuatro años, "This Is Why", que fue lanzado el 28 de septiembre. El mismo día del lanzamiento del sencillo, la banda anunció el lanzamiento del álbum del mismo nombre en febrero. El 10 de octubre de 2022, la banda se embarco en una breve gira de otoño a partir de dicho mes, además fueron incluidos como headliners en los festivales Austin City Limits y When We Were Young. Más tarde, la banda anunció un tour por Sudamérica, UK y USA, que comenzó en marzo de 2023.

## Recepción de la crítica
This Is Why recibió elogios generalizados tras su lanzamiento. El álbum tiene una puntuación de 85 sobre 100 en las reseñas de Metacritic, según 20 reseñas de críticos, lo que indica una "aclamación universal". Escribiendo para AllMusic, Matt Collar escribió que el álbum "[tira] de los hilos artísticos y emocionales de su carrera en un todo cohesivo y ardiente". Ims Taylor de Clash elogió la composición diciendo: "Es un prejuicio... considerar a cualquier álbum de Paramore "cualquier cosa"... algo en la composición de This Is Why es sin lugar a dudas lo más, Williams es elegante y tosca como papel de lija, dependiendo de lo que se requiera". Sarah Jamieson de DIY calificó el álbum como "otra transformación audaz y brillante para el trío" con un "verdadero sentido de seguridad en sí mismo" que es "el disco más ambicioso de Paramore hasta ahora". Al escribir para Evening Standard, David Smyth consideró que el álbum "va desde una energía volcánica hasta las canciones más lentas que sugieren una atractiva madurez".
Wesley McLean de Exclaim! lo llamó "un disco profundamente arraigado en las tradiciones post-punk y art punk" y "el lanzamiento más maduro de Paramore hasta la fecha". Alexis Petridis de The Guardian escribió que en el álbum, "la agitada batería y las guitarras se fusionan con los grandes riffs y la dinámica stop-start del pop-punk y una aguda comprensión del arte de la canción pop", concluyendo que "aborda el malestar milenario muy bien y de manera realista". Escribiendo para Kerrang!, Sam Law opinó que "la composición de estas 10 canciones se sienten como una evolución natural" de las canciones de After Laughter: "un poco más vieja, un poco más sabia, mucho más indignada por el estado del mundo". Law consideró que Williams "aprovecha la versión realzada de su personalidad real" en This Is Why y comentó que es "notable lo claramente que esto todavía suena para Paramore". Según Steven Loftin, que escribe para The Line of Best Fit, "Como todos los buenos indie bops tintineantes, debajo de las fluctuaciones de las notas alegres aparece un lado oscuro, y This Is Why disfruta de este hecho".
Al revisar el álbum para NME, Sophie Williams lo encontró "tan en sintonía con las texturas del rock progresista de hoy como una carta de amor a los primeros días brillantemente cáusticos de Paramore", con "algunas de sus composiciones más intrépidas para fecha" y la banda habiendo "descubierto una nueva calidez". Arielle Gordon de Pitchfork escribió que "en lugar de regurgitar el retorcido punk comercial de sus discos anteriores", Paramore "buscó los sonidos propulsores del post-punk" en el álbum, pero descubrió que estaba "cargado al frente con [... ] errores líricos e ironías que harían que Alanis Morissette pusiera los ojos en blanco" y la ira que se muestra en la letra "too lazy and too late". Giselle Au-Nhien Nguyen de The Sydney Morning Herald describió el álbum como una "reintroducción a una banda que ha regresado con una nueva madurez y sentido de propósito". Chris Thiessen de Under the Radar señaló que el álbum "sufre un poco desde el principio". -loading imbalance", pero aun así sintió que el álbum estaba "bien ejecutado... y ofrece un vistazo a las formas en que todos hemos tenido que lidiar con lo universal y lo particular en estos últimos años.

## Lista de canciones
Todas las canciones fueron escritas por Hayley Williams, Taylor York y Zac Farro. La producción estuvo a cargo de Carlos de la Garza.

| N.º | Título                    | Productor (es)     | Duración |  |
| 1.  | «This Is Why»             | Carlos de la Garza | 3:27     |  |
| 2.  | «The News»                | De la Garza        | 3:07     |  |
| 3.  | «Running Out of Time»     |                    | 3:12     |  |
| 4.  | «C'est Comme Ca»          |                    | 2:29     |  |
| 5.  | «Big Man, Little Dignity» |                    | 4:20     |  |
| 6.  | «You First»               |                    | 4:05     |  |
| 7.  | «Figure 8»                |                    | 3:24     |  |
| 8.  | «Liar»                    |                    | 4:21     |  |
| 9.  | «Crave»                   |                    | 3:55     |  |
| 10. | «Thick Skull»             |                    | 3:52     |  |
| 11. | «Sanity»                  |                    | 3:30     |  |